# Fritz Friedrich (Schauspieler)
Fritz Friedrich, eigentlich Fritz Eduard Jonas (* 11. Januar 1907; † 12. August 1989) war ein deutscher Theaterschauspieler, -regisseur und -inspizient.

## Leben und Wirken
Fritz Friedrich wurde 1907 unter dem Namen Fritz Eduard Jonas geboren. 1921 meldete er sich beim Berliner Opernhaus, das zur damaligen Zeit den Namen „Preußische Staatsoper“ trug und heute unter der Bezeichnung „Staatsoper Unter den Linden“ bekannt ist, als Komparse. Da die Eltern dem vom Theater begeisterten Sohn eine Lehre in einem großen Exporthandelshaus vorschrieben, lernte und arbeitete er dort von 1922 bis 1926. Parallel dazu nahm er von 1924 bis 1926 Schauspielunterricht bei Camil Taussig (Paul Tyndall) – gegen Ende auch bei Karl Uhlig – und volontierte am Staatlichen Schauspielhaus Berlin. Hier gelang es ihm, 1926 für Erwin Piscators Räuber-Inszenierung als Räuberbandenmitglied ausgewählt zu werden. Wo und wann es sich ergab, wirkte er bei nicht-professionellen Bühnenveranstaltungen mit, ergatterte aber auch an der Volksbühne des Südwestens in Berlin-Friedenau die Rolle des Wirtes in Lessings Minna von Barnhelm.
Die erste Festanstellung, die er sogleich mit dem Eintritt in die Genossenschaft Deutscher Bühnen-Angehöriger verband, erhielt er für die Spielzeit 1926/1927 am Stadttheater Annaberg im Erzgebirge. Seine dortigen Rollen waren zum Beispiel „Graf Paris“ in Romeo und Julia sowie diverse Kleinrollen in Peer Gynt. 1927 wirkte er kurz an der nicht allzu entfernten Volksbühne Rodewisch. In der Spielzeit 1927/1928 fungierte er als Schauspieler und Inspizient am Schwarzburgischen Landestheater Rudolstadt. Hier spielte er zum Beispiel den Onuphrie in der Operette Der Bettelstudent. Von 1928 bis 1930 war er als Schauspieler und hauptsächlich Inspizient am Stadttheater Liegnitz in Schlesien tätig. Die bedeutendste ihm anvertraute Rolle war die des Horatio in Hamlet, Prinz von Dänemark. Es folgte eine Spielzeit als Schauspieler und Inspizient am Neuen Schauspielhaus Königsberg und eine weitere in denselben Funktionen am Reußischen Theater Gera. Zwischen 1932 und 1933 verdiente er sich als Filmkomparse seinen Unterhalt. 1933/1934 war er Schauspieler und Sänger am Oberschlesischen Landestheater Beuthen.
Aufgrund der judenfeindlichen Politik der Nationalsozialisten emigrierte Friedrich nach Österreich. Zunächst wirkte er ab 1935 beim Kellertheater und Kabarett „Simpl“ in Wien mit. 1937 wurde er ans Volks-Theater Graz verpflichtet. Der Anschluss Österreichs an das Deutsche Reich bedingte eine erneute Flucht vor den nationalsozialistischen Machthabern. Friedrich gelangte nach Shanghai und gründete dort 1939 den „Thespis-Karren“.
Mit professionellen Schauspielern wie Fritz Heller und Harry Walden studierte er Franz Molnars Komödie Spiel im Schloß ein, das am 17. Oktober 1939 im Broadway Kino-Theater seine Erstaufführung hatte. Der ebenfalls nach Shanghai ausgewanderte Schauspieler, Regisseur und Publizist Alfred Dreifuß lobte die Aufführung im The Shanghai Herald. In den folgenden Jahren standen überwiegend Klassiker auf dem Spielplan. Aufgrund fehlender Presseberichte geht die Fachliteratur davon aus, dass sich der „Thespis-Karren“ zum Laien- oder Schülertheater unter der Leitung von Fritz Friedrich entwickelte. Erst die Abschiedsvorstellung am 7. Dezember 1948 mit Faust, 1. Teil hatte einen höherwertigen Charakter. Er selbst verkörperte darin die Titelfigur.
1949 spielte er am Centro Gallego de Montevideo in Uruguay und am Teatro Serrador in der brasilianischen Küstenmetropole Rio de Janeiro. Noch im selben Jahr kehrte er in die Bundesrepublik Deutschland zurück, wo er im Film Wer bist du, den ich liebe? eine Rolle übernahm. 1952 war er am Städtischen Theater Würzburg engagiert. Laut den Bühnenjahrbüchern der Jahre 1953 bis 1960 war er Schauspieler, Inspizient und gegebenenfalls auch Spielleiter in Santos/Brasilien. Eine tatsächliche kontinuierliche Theaterarbeit lag allerdings nicht vor.
Fritz Eduard Jonas alias Fritz Friedrich starb am 12. August 1989.

## Hörspiele
- 1948: Jean Giraudoux: Undine (Theaterdichter) – Bearbeitung und Regie: Helmut Brennicke (Hörspielbearbeitung – Radio München)

## Auszeichnungen
- 1976: Große Goldene Ehrennadel der Genossenschaft Deutscher Bühnen-Angehöriger aus Anlass der 50-jährigen Mitgliedschaft

## Kataloge
- Leichte Muse … auch in schweren Zeiten. In memoriam Fritz Friedrich (Jonas) (= Katalog 125, Teil 1). Proszenium Theater-Antiquariat Ernst Max Hacke (Peer Baedeker), Bayreuth 1990.